# Minaška biskupija
Biskupija Minas (lat. Dioecesis Fodinensis) je biskupija Katoličke Crkve u Urugvaju sa sjedištem u Minasu.
Osnovana je 25. lipnja 1960. od strane pape Ivana XXIII. kao biskupija pod upravom metrpolije Montevideo.
Zauzima cjelokupno područje departmana Lavalleja te sjeverne dijelove departmana Rocha i Maldonado na površini od 16.200 četvornih kilometara. Na području biskupije živi 74.000 katolika koji čine 95,7 % ukupnog stanovništva.
Stolna crkva biskupije je Katedrala u Minasu.

## Biskupi
Sljedeći katolički svećenici su služili kao Biskupi Minasa:
- José Maria Cavallero † (proglašen 9. lipnja 1960. - umro 29. svibnja 1963.)
- Edmondo Quaglia Martínez † (proglašen 29. svibnja 1964. - umro 12. lipnja 1976.)
- Carlos Arturo Mullín Nocetti, S.J. † (proglašen 3. studenog 1977. - umro 17. ožujka 1985.)
- Victor Gil Lechoza † (proglašen 9. studenog 1985. - umro 21. lipnja 2001.)
- Rodolfo Wirz, kao apostolski zamjenik (lipanj 2001. - ožujak 2004.)
- Francisco Domingo Barbosa Da Silveira † (postavljen 6. ožujka 2004. - umro 1. lipnja 2009.)
- Rodolfo Wirz, kao apostolski zamjenik (srpanj 2009. - listopad 2010.)
- Jaime Rafael Fuentes (postavljen 16. studenog 2010. - u službi)